# Třesín
Der Karsthügel Třesín liegt in der mährischen Region Olomouc, Tschechien, fünf Kilometer westlich der Stadt Litovel entfernt. Er ist Teil des Hügellandes Zábřežská vrchovina und des Landschaftsschutzgebietes Litovelské Pomoraví. Sein Gipfel erreicht eine Höhe von 345 m.n.m.
Třesín besteht aus Kalksteinen des Devon. Das Innere des Hügels ist von Höhlen durchzogen, die nach dem nächstgelegenen Ort den Namen Mladečské jeskyně (Höhlen von Mladeč) tragen. Die Höhlen sind zum einen wegen ihrer großen Tropfstein-Formationen bekannt, vor allem aber wegen der dort gefundenen vorgeschichtlichen Siedlungszeugnisse. In ihnen fanden Forscher bereits im 19. Jahrhundert Knochen des Cro-Magnon-Menschen, Stein- und Knochenwerkzeuge, Waffen und Schmuck der Aurignacien-Kulturstufe sowie Tierknochen von Mammuts, Höhlenbären, Nashörnern und anderen Beutetieren. Die ältesten menschlichen Überreste werden auf ein Alter von mehr als 31000 Jahren datiert. Auch nachfolgende vorgeschichtliche Kulturstufen kannten die Höhlen; sie sollen bis ins Mittelalter bewohnt gewesen sein.
Zu Beginn des 19. Jahrhunderts errichteten die örtlichen Grundherren Liechtenstein auf dem Třesín einen romantischen Landschaftspark. Von den antikisierenden Bauten sind nur noch Überreste im Gelände sichtbar. Ein Großteil des Hügels steht unter Naturschutz. Das Nationale Naturdenkmal Třesín (1,18 Hektar, geschützt seit 1933) umfasst die öffentlich zugänglichen Höhlen, das Naturdenkmal Třesín (143 Hektar, geschützt seit 1993) umfasst die Oberfläche des Hügels und das Naturdenkmal Geologické varhany (0,73 Hektar, geschützt seit 1981) umfasst eine Erdorgel in einem ehemaligen Steinbruch.